# Anaheim
Anaheim é uma cidade localizada no estado americano da Califórnia, no condado de Orange. Foi fundada em 1857 e incorporada em 18 de março de 1876. Seu nome é a junção de "Ana", do Rio Santa Ana, e "Heim", que significa "casa" em alemão.
Foi uma das cidades onde surgiu o fast food. Lá se encontra a sede da 4ª maior rede do país, a Carl's Jr.. É a sede da Disneylandia original, e também dos times de beisebol Los Angeles Angels of Anaheim e de hóquei sobre o gelo Anaheim Ducks.

## Geografia
De acordo com o United States Census Bureau, a cidade tem uma área de 131,8 km², dos quais 130,2 km² estão cobertos por terra e 1,6 km² por água.

## Demografia
Segundo o censo nacional de 2020, a sua população é de 346 mil pessoas e sua densidade populacional é de 2 551,9 hab/km². É a cidade mais populosa do condado de Orange. Possui 104 237 residências, que resulta em uma densidade de 807,5 residências/km². É a 10ª cidade mais populosa do estado e a 54ª mais populosa do país.

## Marcos históricos
A relação a seguir lista as 13 entradas do Registro Nacional de Lugares Históricos em Anaheim. O primeiro marco foi designado em 22 de outubro de 1979 e o mais recente em 7 de julho de 2015.
- Anaheim Orange and Lemon Association Packing House
- Carnegie Library
- Ferdinand Backs House
- George Hansen House
- John Woelke House
- Kroger-Melrose District
- Melrose-Backs Neighborhood Houses
- Old Backs House
- Pickwick Hotel
- Phillip Ackley Stanton House
- Samuel Kraemer Building (American Savings Bank/First National Bank)
- St. Michael's Episcopal Church
- Truxaw-Gervais House